# Ustanovení klíče
Ustanovení klíče neboli výměna klíče je v oblasti kryptografie označení pro metodu, kterou si komunikující strany dohodnou jeden společný šifrovací klíč (v případě symetrické šifry) či vymění své veřejné klíče (v případě asymetrické šifry). V širším kontextu je řešení problému výměny klíče součástí klíčového hospodářství. V rámci hybridního šifrování a obecněji složitějších kryptografických protokolů bývá často výměna klíčů jejich malou nedílnou součástí.

## Popis problému
Historicky problém vznikl nejprve u symetrických šifer, které používají stejný klíč pro šifrování i pro dešifrování. Aby spolu mohly obě strany bezpečně komunikovat pomocí šifry, musely si nejprve dohodnout společný klíč, který byl ostatním utajen. K tomu bylo zapotřebí použít jiný zabezpečený kanál, například převoz klíče důvěryhodným kurýrem nebo použití diplomatické zásilky.

## Diffieho-Hellmanova výměna klíče
S částečným čistě matematickým řešením problému přišli v roce 1976 Whitfield Diffie a Martin Hellman, když zveřejnili kryptografický protokol zvaný Diffieho–Hellmanova výměna klíčů. Tento protokol umožňuje dohodnout klíč známý jen oběma stranám i přes kanál, který je odposlouchávám, aniž by předtím už nějaký tajný klíč sdílely. Problémem zůstala autentizace stran: Když do komunikace aktivně zasáhne útočník uprostřed, může si ve výsledku domluvit s oběma stranami jemu známé klíče a další komunikaci zprostředkovávat a tedy i odposlouchávat.
Tento problém lze vyřešit použitím elektronického podpisu kombinovaného s infrastrukturou veřejných klíčů realizovanou certifikační autoritou nebo sítí důvěry.
Tím vzniká protokol umožňující pohodlnou a bezpečnou dohodu na klíči.

## Kvantová dohoda na klíči
Další možností je kvantová dohoda na klíči, součást kvantové kryptografie. Tuto metodu vytvořili v roce 1984 Charles H. Bennett a Gilles Brassard a nazývá se BB84.